# Рябовский (Волгоградская область)
Ря́бовский (местные жители называют хутор Ря́бовка) — хутор в Алексеевском районе Волгоградской области России. 
Административный центр Рябовского сельского поселения.

## География
Хутор расположен на северо-западе Волгоградской области в зоне чернозёмных степей, в 38 км юго-западнее станицы Алексеевской (по дороге — 50 км).

## История
Хутор основан в 1740 году казаками Степаном и Николаем Рябовыми на берегу Едовли и получил название Ря́бов или Ря́бовский.
К 1795 году в хуторе было 5 дворов с 42 жителями.
В 1866 году построена Троицкая церковь, при которой с 1884 года открыто приходское училище, где обучали закону божию, чтению, письму, истории, географии, русскому языку и математике.

## Население
| 2010 |
| ---- |
| 871  |

### Известные уроженцы
- Привалов, Никифор Иванович (1900—1978) — гвардии полковник, заместитель командира 5-го гвардейского Донского казачьего кавалерийского корпуса по политической части, почётный гражданин хутора.
- Сеймов, Валентин Михайлович (1928-2008) — учёный в области гидротехники и механики деформируемого твердого тела, доктор технических наук (1977), профессор (1988). Работал в Институте гидромеханики Национальной академии наук Украины, г. Киев.

## Инфраструктура
Дорога асфальтированная, средняя школа, магазины, операционная касса Сбербанка РФ № 4012/80. Электрифицирован. Газифицирован в 2002 году.
Имеются условия для охоты. В 2 км к северо-востоку — месторождение песчаников, пригодных для производства щебня.